# Bisdom Laredo
Het bisdom Laredo (Latijn: Dioecesis Laredana) is een rooms-katholiek bisdom met als zetel Laredo, in de Amerikaanse staat Texas. Het bisdom is suffragaan aan het aartsbisdom San Antonio. 

## Geschiedenis
Het bisdom werd opgericht op 3 juli 2000, uit delen van het bisdom Corpus Christi en het aartsbisdom San Antonio.  

## Parochies
Het bisdom had in 2021 een oppervlakte van 27.482 km2 en telde 384.237 inwoners waarvan 91,0% rooms-katholiek was.

## Bisschoppen
- James Anthony Tamayo (3 juli 2000 - heden)

## Galerij van afbeeldingen

Wapen van het bisdom
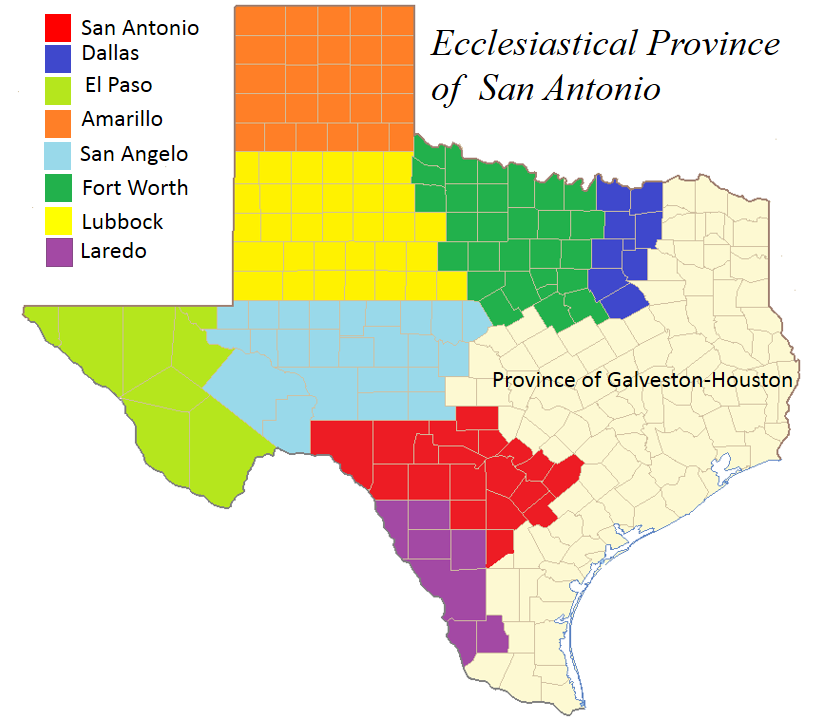
Kerkprovincie met aartsbisdom en suffragane bisdommen
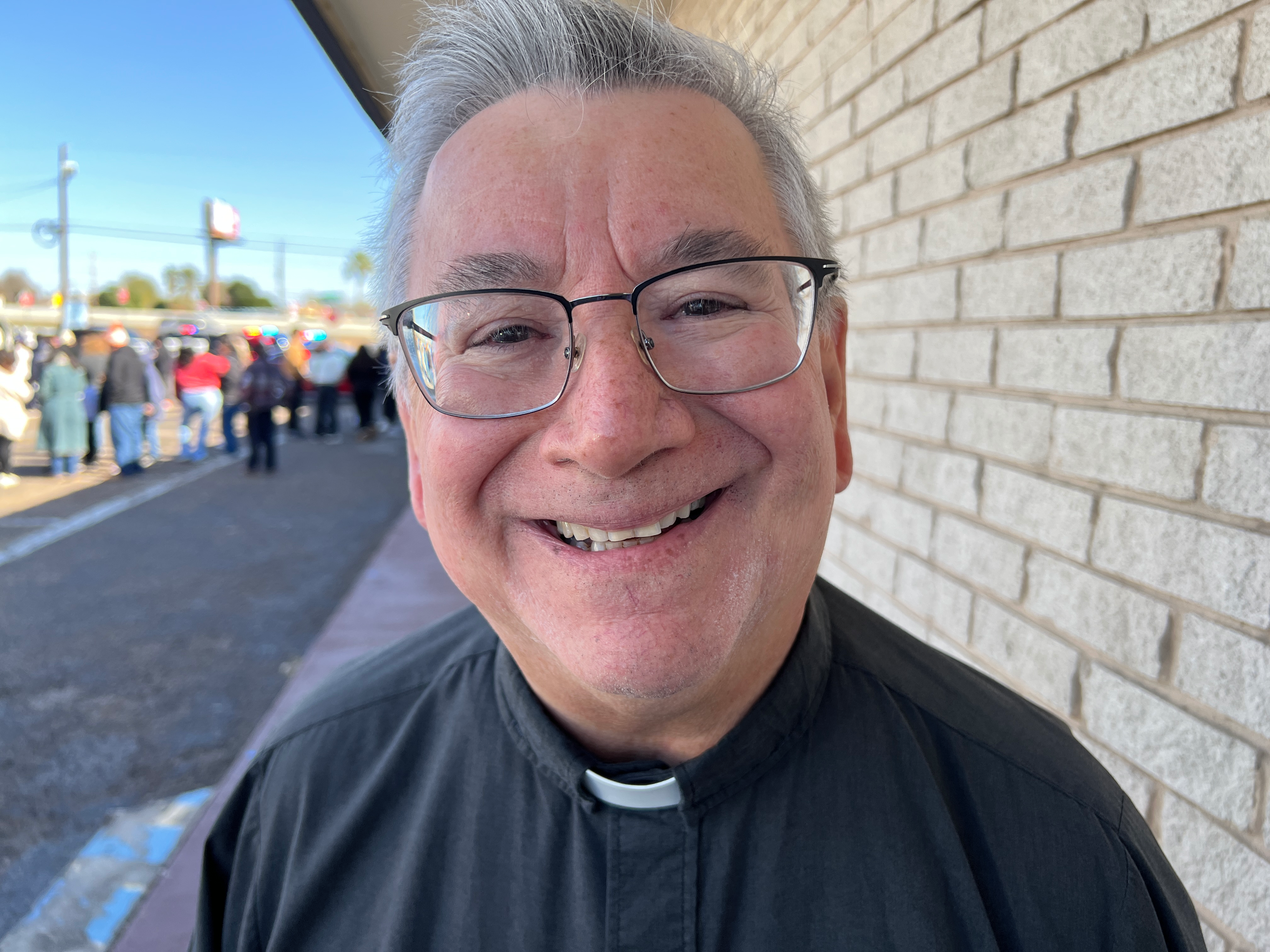
Bisschop James Anthony Tamayo (2000-heden)

San Antonio (aartsbisdom) · Amarillo · Dallas · El Paso · Fort Worth · Laredo · Lubbock · San Angelo